# Smittina variavicularis
Smittina variavicularis är en mossdjursart som beskrevs av Shunsuke F. Mawatari 1974. Smittina variavicularis ingår i släktet Smittina och familjen Smittinidae. Inga underarter finns listade i Catalogue of Life.